# Бутенко Георгій Андрійович
Буте́нко Георгій Андрійович (15 вересня 1938, Сахновщина — 24 жовтня 1994, Київ) — український юрист. Голова Верховного Суду України з 21 грудня 1993 по 24 жовтня 1994.

## Біографія
Народився 15 вересня 1938 року в селищі Сахновщина Харківської області в родині педагога.
В 1959 році розпочав свою трудову діяльність електрослюсарем на дослідному заводі Інституту електрозварювання імені Є. О. Патона. У 1966 році закінчив юридичний факультет Київського університету, після закінчення якого працював старшим консультантом з кодифікації Київського обласного суду. У 1969–1975 роках — суддя, заступник голови Київського обласного суду. В 1977 році обирається суддею Верховного Суду України. У 1978 році обраний головою Київського міського суду. 16 листопада 1993 року обраний головою Верховного Суду України. 20—21 жовтня 1994 року очолював II з'їзд суддів України.

Могила Георгія Бутенка

Жив у Києві. 24 жовтня 1994 року помер від серцевого нападу. Похований у центрі Байкового кладовища поруч із Володимиром Щербицьким.

## Нагороди
Нагороджений орденом «Знак Пошани», медалями «Ветеран праці» та «В пам'ять 1500-річчя Києва», а також у 1977 році Почесною грамотою Президії Верховної Ради УРСР.